# پریا پوللاچی
پریا پوللاچی (به لاتین: Periya Pollachi) یک منطقهٔ مسکونی در سری‌لانکا است که در استان شمالی (سری‌لانکا) واقع شده‌است.